# سامي الذيب
سامي عوض الذيب أبو ساحلية (مواليد 5 سبتمبر 1949 في الزبابدة بالقرب من جنين)، هو رجل قانون سويسري من أصل فلسطيني. ويطلق على نفسه لقب نبي.
كان مسؤولاً عن القانون العربي والإسلامي في المعهد السويسري للقانون المقارن من سنة 1980 إلى 2009، كما يدير مركز القانون العربي والإسلامي، ودرس في جامعات مختلفة في سويسرا وفرنسا وإيطاليا.
ألف العديد من الكتب والمقالات عن القانون العربي والإسلامي، وهو أول مترجم للقرآن في ثلاث لغات: الفرنسية والإنكليزية والإيطالية مع النص العربي، وذلك بالتسلسل التاريخي وفقًا للأزهر مع إشارة للقراءات المختلفة والناسخ والمنسوخ والكتب اليهودية والمسيحية. كما عمل أول طبعة عربية للقرأن الكريم بالتسلسل التاريخي وفقًا للأزهر بالرسم الكوفي المجرد والإملائي والعثماني مع علامات الترقيم الحديثة ومصادر القرآن وأسباب النزول والقراءات المختلفة والناسخ والمنسوخ ومعاني الكلمات والأخطاء اللغوية والإنشائية. وله أول كتاب شامل عن الأخطاء اللغوية في القرآن الكريم. وقد ترجم الدستور السويسري إلى اللغة العربية للحكومة الفدرالية السويسرية.

## السيرة الذاتية
الذيب منحدر من عائلة مزارعين مسيحية في الزبابدة، قرب جنين، أتم المدرسة الابتدائية في قريته (1956-1961) قبل الالتحاق باكليريكية البطريركية اللاتينية في بيت جالا قرب بيت لحم (1961-1965). وقد غادرها بعد أربع سنوات لدراسة مهنة الخياطة في المدرسة الفنية للإباء السالزيان في بيت لحم (1965-1968) ثم مارس الخياطة في جنين، وفي الوقت نفسه عمل لحساب اللجنة الدولية للصليب الأحمر. وفي عام 1970 قدم امتحان التوجيهي ادبي دراسة خاصة في جنين وحصل على منحة من مؤسسة القديس يوستينوس في فريبورغ للدراسة في سويسرا.

حصل على شهادة الليسانس في القانون من جامعة فرايبورغ في نيسان 1974 بامتياز، وسجل في نفس الوقت للدكتوراه في القانون في فرايبورغ والعلوم السياسية في معهد الدراسات الدولية العليا في جنيف. وفي يناير 1976 تخرج في العلوم السياسية في جنيف مع مرتبة الشرف وكان موضوع أطروحته بعنوان: «حق الشعوب في تقرير المصير، دراسة تحليلية للماركسية اللينينية والموقف السوفياتي» (انظر المطبوعات). ثم أمضى سنة ثم في مصر للبحث في مجال أطروحته للدكتوراه بعنوان «تأثير الدين على النظام القانوني، الحالة في مصر، غير المسلمين في البلدان الإسلامية» (انظر المطبوعات). وقد دافع عن أطروحته في ديسمبر 1978 في كلية القانون في فريبورغ مع مرتبة الشرف، وقد حصل على لقب الدكتوراة بعد نشر أطروحة في 14 نوفمبر 1979. وقد حصل خلال دراسته على منحة من مؤسسة القديس يوستينوس في فريبورغ (1970-1977) ومنحة من الاتحاد السويسري (1977-1979).

خلال إقامته في مصر (1976-1977)، التقى باربعين شخصية مصرية، ويعتزم نشر هذه المقابلات في المستقبل القريب.

عمل كموظف فدرالي في المعهد السويسري للقانون المقارن في لوزان من 1 تشرين الثاني 1980 إلى 31 ديسمبر 2009 بصفته مسؤولاً عن القانون العربي والإسلامي. وقد حرر ضمن عمله مئات من الاستشارات القانونية للسلطات السويسرية والأجنبية، والمحاكم والمحامين والشركات والأفراد في مجالات قانون الأسرة وقانون الميراث والقانون الجنائي والقانون التجاري. وقد أنشأ من خلال رحلاته في البلدان العربية للمعهد السويسري للقانون المقارن أفضل مجموعة للقانون العربي والإسلامي في أوروبا الغربية.

وخلال عمله مع الحكومة السويسرية سافر إلى البلاد التالية، لشراء الكتب وبناء علاقات مع كليات الحقوق ومراكز البحوث: المغرب (4 مرات)، والجزائر (مرتين)، تونس (5 مرات)، وليبيا (3 مرات)، ومصر (9 مرات)، والسودان (مرة واحدة)، والأردن (4 مرات)، ولبنان (مرتين)، وسورية (3 مرات)، والعراق (مرة واحدة)، وإيران (مرة واحدة)، والبحرين (مرتين)، والكويت (مرتين)، الإمارات العربية المتحدة (مرتين)، وعمان (مرتين)، وفلسطين / إسرائيل (7 مرات)، وجنوب اليمن (مرة واحدة)، وشمال اليمن (مرتين)، وقطر (مرة واحدة)، والسعودية (مرتين).

في مايو 2009، أنشأ مركز القانون العربي والإسلامي. ويقدم المركز الخدمات التالية: استشارات قانونية، محاضرات وترجمات وابحاث ودروس في القانون العربي والشريعة الإسلامية والعلاقات ما بين المسلمين والغرب، دعم للطلاب والباحثين.
في 29 يونيو 2009، حصل على التأهيل للاشراف على البحوث (HDR) من جامعة بوردو 3، مع «امتياز وتهاني بالإجماع». وفي فبراير 2010، حصل على لقب «أستاذ جامعات» من المركز القومي للجامعات CNU، في القسمين 1 (القانون الخاص) و 15 (عربي).
حصل على الجنسية السويسرية في 11 مايو 1984. وهو متزوج وله ابنتان.

## التعليم والمؤتمرات
درس سامي الذيب القانون العربي والإسلامي في كثير من الجامعات: معهد القانون الكنسي في ستراسبورغ (1985-1991)، كلية القانون والعلوم السياسية في إيكس أون بروفانس (منذ 2005)، وكلية القانون في باليرمو (منذ عام 2007) ومعهد CERISDI في باليرمو (منذ 2007)، والكلية الدولية للقانون المقارن في ستراسبورغ (منذ 2007)، وكلية القانون في ترينتو (منذ 2010)، كلية القانون في سيرجي بونتواز (منذ 2010)، وكلية القانون في غرونوبل (منذ 2010)، وكلية اللاهوت في لوغانو (منذ 2011). وقد أعطى أيضا المئات من المحاضرات في مختلف البلدان وتجدون القائمة في السيرة الذاتية.

## الجوائز
- حصل في 5 نوفمبر 1981 على جائزة Viginer من كلية فريبورغ للقانون عن أطروحته للدكتوراه
- انتخب في 21 نوفمبر 2009 أكاديميا في "Studium - Accademia di Casale e del Monferrato per l'Arte, la Letteratura, la Storia, le Scienze e le Varie Umanità".

## الالتزامات
يعتبر سامي الذيب نفسه مسيحيًا ولكن لا يؤمن بالمعنى التقليدي للوحي. فهو لا يعتبر الوحي كلام الله للبشر ولكن كلام البشر عن الله. وهو علماني النزعة ويناضل لأجل حقوق الإنسان ويناهض ختان الذكور والإناث والذبح الطقسي والمقابر الدينية وعقوبة الموت والعنف. وتدور كتاباته ومحاضراته حول هذه القضايا (انظر المطبوعات). وهو يدافع عن فكرة دولة ديموقراطية وعلمانية واحدة في فلسطين / إسرائيل ويرفض كل من دولة إسرائيل ودولة فلسطين باعتبارهما كيانين عنصريين. وهو يعتقد أن كاتب القرآن الكريم هو حاخام يهودي. وقد أخذ موقفا ضد بناء المآذن في سويسرا معتبراً أن الدستور يضمن الحق في الصلاة وليس الحق في الصراخ.

## مؤلفاته
سامي الذيب كاتب غزير الإنتاج. مؤلفاته تشمل أكثر من سبعين كتابا وأكثر من 200 مقال حول القانون العربي والإسلامي، في لغات مختلفة مدرجة في السيرة الذاتية. وبعض مؤلفاته متوفرة مجانا على موقعه على الإنترنت أو عبر موقع أمازون، وهذه قائمة بكتبه المنشورة:

### كتب باللغة العربية
1. حقوق الإنسان عند المسلمين والمسيحيين واليهود، 1998، 73 صفحة.
2. التمييز ضد غير اليهود في إسرائيل مسيحيين كانوا أم مسلمين، 2003، 112 صفحة.
3. مؤامرة الصمت: ختان الذكور والإناث عند اليهود والمسيحيين والمسلمين: الجدل الديني والطبي والاجتماعي والقانوني، 2003، 512 صفحة.
4. ختان الذكور والإناث عند اليهود والمسيحيين والمسلمين، 2012، 766 صفحة.
5. القرآن الكريم بالتسلسل التاريخي وفقًا للأزهر بالرسم الكوفي المجرد والإملائي والعثماني مع علامات الترقيم الحديثة ومصادر القرآن وأسباب النزول والقراءات المختلفة والناسخ والمنسوخ ومعاني الكلمات والأخطاء اللغوية والإنشائية، 2016، 626 صفحة.
6. الجهاد في الإسلام: تفسير آيات الجهاد خلال العصور، 2016، 254 صفحة.
7. الحجاب في الإسلام: تفسير آيات الحجاب خلال العصور، 2016، 312 صفحة.
8. الفاتحة وثقافة الكراهية: تفسير الآية السابعة خلال العصور، 2016، 111صفحة.
9. لا إكراه في الدين: تفسير الآية 256 من سورة البقرة خلال العصور، 2016، 172 صفحة.
10. محمود محمد طه بين القرآن المكي والقرآن المدني، 2017، 336 صفحة.
11. الأخطاء اللغوية في القرآن الكريم، 2017، 500 صفحة.
12. عزيزي الله: رحلتي من الإيمان إلى الشك – مواطن مجهول، 2017، 52 صفحة.
13. سامي الذيب ومحمود الجندي: الدستور الجديد للاتحاد السويسري.

### كتب باللغة الفرنسية
1. Quatre écrits de jeunesse 1974-1975: Les deux Pactes et le droit des peuples à disposer d’eux-mêmes. Qualification juridique des guerres de libération. Conception khaldounienne et marxiste de la société. Conception de l’histoire chez Ibn-Khaldoun, 2018, 104 pages
2. Le droit des peuples à disposer d’eux-mêmes, étude analytique de la doctrine marxiste-léniniste et de la position soviétique, 2018, 264 pages.
3. Les mouvements islamistes et les droits de l’homme, in Herausforderungen Historisch-politische Analysen, 1998, 128 pages
4. Les musulmans face aux droits de l’homme: religion & droit & politique, étude et documents, 1994, 610 pages
5. Les sanctions en droit musulman: passé, présent et avenir, 2007, 110 pages
6. Le droit musulman de la famille et des successions à l’épreuve des ordres juridiques occidentaux,1999, 353 pages
7. Discriminations contre les non-juifs tant chrétiens que musulmans en Israël, Pax Christi, 1992, 36 pages
8. Demain les islamistes au pouvoir? Conception musulmane de la loi et son impact en Occident, 2009, 174 pages
9. La migration (hijrah) dans l’islam: Interprétation des versets relatifs à la migration à travers les siècles, 2017, 590 pages
10. La migration (hijrah) dans l’islam: (version sans les exégèses en arabe), 2017, 150 pages
11. Le voile dans l’islam à travers les siècles 2016, 354 pages
12. Le tribut (jizya) dans l’islam: Interprétation du verset coranique 113/9:29 relatif au tribut (jizya) à travers les siècles, 2016, 204 pages
13. Le jihad dans l’islam: Interprétation des versets coraniques relatifs au jihad à travers les siècles, 2016, 254 pages
14. Nulle contrainte dans la religion: Interprétation du verset coranique 2:256 à travers les siècles, 2015, 201 pages
15. Alliance, désaveu et dissimulation : Interprétation des versets coraniques 3:28-29 à travers les siècles, 2017, 250 pages
16. Zakat, corruption et jihad : Interprétation du verset coranique 9:60 à travers les siècles, 2015, 125 pages
17. Frappez les femmes: Interprétation du verset coranique 92/4:34 à travers les siècles, 248 pages
18. La Fatiha et la culture de la haine: Interprétation du 7e verset à travers les siècles, 2014, 120 pages
19. Projets de constitutions islamiques et déclarations des droits de l’homme dans le monde arabo-musulman, 2012, 216 pages
20. Mariages mixtes avec des musulmans: Cas de la Suisse avec modèle de contrat en six langues, 2012, 56 pages
21. Manuel de droit musulman et arabe, 2012, 292 pages
22. Les successions en droit musulman: cas de l’Egypte: présentation, versets coraniques et dispositions légales, 2012, 116 pages
23. Les musulmans en Occident entre droits et devoirs, 2012, 244 pages
24. Le contrat d’entreprise en droit arabe: cas de l’Égypte: avec les dispositions des principaux codes arabes en différentes langues, 2012, 318 pages
25. Le changement de religion en Egypte, 2013, 56 pages
26. L’Islam et la destruction des statues: Étude comparée sur l’art figuratif en droit juif, chrétien et musulman, 2015, 108 pages
27. Introduction au droit musulman: Fondements, sources et principes, 2012, 470 pages
28. Introduction au droit arabe: droit de la famille et des successions, droit pénal, droit médical, droit socio-économique, 2012, 534 pages
29. Droit musulman et modernité: diagnostiques et remèdes, 2014, 80 pages
30. Circoncision: Le complot du silence, 2012, 194 pages
31. Circoncision masculine et féminine: Débat religieux, médical, social et juridique, 2012, 528 pages
32. Cimetière musulman en Occident: Normes juives, chrétiennes et musulmanes 2012, 140 pages
33. Avenir des musulmans en Occident: cas de la Suisse, 2012, 142 pages
34. Non-musulmans en pays d’Islam: cas de l’Egypte, 2012, 422 pages
35. Les sanctions dans l’islam: avec le texte et la traduction du code pénal arabe unifié de la Ligue arabe, 2016, 240 pages
36. Comparaison entre les normes suisses et les normes musulmanes, Createspace, 2018, 74 pages
37. La violence dans l’islam: diagnostic et thérapie, Createspace, 2018, 314 pages
38. Le Coran, texte arabe et traduction française par ordre chronologique avec renvoi aux variantes, aux abrogations et aux écrits juifs et chrétiens, 2019, 491 pages
39. La violence dans l’islam: diagnostic et thérapie (résumé), Createspace, 2019, 39 pages
40. Mahmud Muhammad Taha: Mahmud Muhammad Taha entre le Coran mecquois et le Coran médinois, Createspace, 2018, 146 pages

## وصلات خارجية ومراجع
- المدونة نسخة محفوظة 25 نوفمبر 2011 على موقع واي باك مشين.
- الموقع الرسمي

## الحواشي والمراجع
1.	↑ http://www.sami-aldeeb.com/ [archive]

2.	↑ انظر الفيديو http://www.dailymotion.com/video/xlfmwg_sami-aldeeb-traducteur-du-coran-en-francais-en-anglais-et-en-italien_news [archive]

3.	↑ http://blog.sami-aldeeb.com/2009/10/08/oui-a-linitiative-sur-les-minarets نسخة محفوظة 23 مايو 2012 على موقع واي باك مشين. [archive]